# Truncatoflabellum formosum
Truncatoflabellum formosum är en korallart som beskrevs av Stephen D. Cairns 1989. Truncatoflabellum formosum ingår i släktet Truncatoflabellum och familjen Flabellidae. Inga underarter finns listade i Catalogue of Life.